# Centrum Informacji Kulturalnej w Łodzi
Centrum Informacji Kulturalnej w Łodzi – fundacja stawiająca sobie jako cel swojej działalności gromadzenie i przetwarzanie informacji na temat inicjatyw, działań i wydarzeń kulturalnych, które odbywają się na terenie Łodzi. W CIKu sprzedawane są również bilety na wydarzenia kulturalne, odbywające się na terenie całego kraju.
Przez 16 lat CIK działało przy ul. Zamenhofa 1/3, w 2006 roku zostało przeniesione do budynku Filharmonii Łódzkiej przy ul. Narutowicza 20/22 a od 1 kwietnia 2007 znajduje się przy ul. Piotrkowskiej 102a. 